# Pyuthan (huyện)
Pyuthan (tiếng Nepal:प्युठान) là một huyện thuộc khu Rapti, vùng Trung Tây Nepal, Nepal. Huyện này có diện tích 1309 km², dân số thời điểm năm 2001 là 212484 người.

## Dân số
Biến động dân số giai đoạn 1952-2001:
| Năm    | 1952   | 1961   | 1971   | 1981   | 1991   | 2001   |
| ------ | ------ | ------ | ------ | ------ | ------ | ------ |
| Dân số | 198138 | 212481 | 137338 | 157669 | 175469 | 212484 |